# Zach Miner
Pour les articles homonymes, voir Miner.
Zachary Charles Miner (né le 12 mars 1982 à Saint-Louis, Missouri, États-Unis) est un ancien lanceur droitier de baseball évoluant en Ligue majeure de baseball.

## Carrière

### Tigers de Détroit
Zach Miner est drafté dès la fin de ses études secondaires en juin 2000 par les Braves d'Atlanta. Encore joueur de Ligues mineures, il est transféré chez les Tigers de Détroit le 31 juillet 2005. Il passe finalement quatre saisons en Ligues mineures avant d'effectuer ses débuts en Ligue majeure le 4 juin 2006.
Miner joue 35 rencontres comme lanceur partant entre 2006 et 2009 en Ligues majeure, mais c'est au poste de lanceur de relève (122 matchs) qu'il évolue principalement.
Opéré au coude en mai 2010, il ne joue pas de la saison et devient agent libre en décembre. Le 31 décembre 2010, il signe une entente des ligues mineures avec les Royals de Kansas City. Il passe la saison 2011 en ligues mineures. Le 19 avril 2012, Miner est transféré des Royals à son ancienne équipe, les Tigers et, encore une fois, il passe une année complète dans les mineures, cette fois chez les clubs-écoles de la franchise de Détroit.

### Phillies de Philadelphie
Miner rejoint en décembre 2012 les Phillies de Philadelphie et effectue en 2013 un retour dans les majeures. Il est envoyé au monticule à 16 reprises par sa nouvelle équipe, dont 3 fois comme lanceur partant. Sa moyenne de points mérités se chiffre à 4,40 en 28 manches et deux tiers lancées et il encaisse deux défaites.

### Mariners de Seattle
Le 13 février 2014, Zach Miner signe un contrat avec les Mariners de Seattle.

## Statistiques
| Saison | Équipe  | G   | GS | CG | SHO | V  | D  | SV | IP    | SO  | ERA  |
| ------ | ------- | --- | -- | -- | --- | -- | -- | -- | ----- | --- | ---- |
| 2006   | Détroit | 27  | 16 | 4  | 1   | 7  | 6  | 0  | 93.0  | 59  | 4,84 |
| 2007   | Détroit | 34  | 1  | 0  | 0   | 3  | 4  | 0  | 53.2  | 34  | 3,02 |
| 2008   | Détroit | 45  | 13 | 0  | 0   | 8  | 5  | 0  | 118.0 | 62  | 4,27 |
| 2009   | Détroit | 51  | 5  | 0  | 0   | 7  | 5  | 0  | 92.1  | 62  | 4,29 |
| Totaux | Totaux  | 157 | 35 | 1  | 0   | 25 | 20 | 1  | 17.0  | 217 | 4,24 |

| Saison | Équipe  | G | GS | CG | SHO | V | D | SV | IP  | SO | ERA  |
| ------ | ------- | - | -- | -- | --- | - | - | -- | --- | -- | ---- |
| 2006   | Détroit | 1 | 0  | 0  | 0   | 0 | 0 | 0  | 0.2 | 0  | 0,00 |
| Totaux | Totaux  | 1 | 0  | 0  | 0   | 0 | 0 | 0  | 0.2 | 0  | 0,00 |

Note: G = Matches joués ; GS = Matches comme lanceur partant ; CG = Matches complets ; SHO = Blanchissages ; 
V = Victoires ; D = Défaites ; SV = Sauvetages ; IP = Manches lancées ; SO = retraits sur des prises ; ERA = Moyenne de points mérités.